# Нильсен, Элис
Э́лис Ни́льсен (англ. Alice Nielsen; 7 июня 1868 или 1872, Нэшвилл, Теннесси, США — 8 марта 1943, Нью-Йорк, штат Нью-Йорк) — американская оперная певица (лирическое сопрано), оперный режиссёр и либреттистка датско-ирландского происхождения, одна из наиболее известных американских оперных певиц рубежа XIX и XX столетий.

## Биография
Дочь датчанина и ирландки, встретившихся в городке Саут-Бенд (Индиана), где мать, Сара Килрой, училась музыке. Отец, Расмус Нильсен, был бродячим певцом, зарабатывавшим на жизнь столярными и подсобными работами. В 2-летнем возрасте переехала с родителями в Уорренсберг, Миссури, а спустя несколько лет, когда умер её отец, — с матерью в Канзас. Первые уроки музыки получила у матери, с детства пела в канзасском городском клубе. На оперной сцене дебютировала в 1886 году партией в опере «Микадо». Признание пришло к ней в 1896 году после исполнения главных женских партий в «Бостонцах» и «Робин Гуде». В итоге в 1897 году она уже смогла создать собственную труппу «Alice Nielsen Comic Opera Company» и самостоятельно начала ставить оперы (к числу написанных ей самой опер относятся «Victor Herbert’s The Fortune Teller» (1898) и «The Singing Girl» (1899)), а к 1900 году стала самой высокооплачиваемой оперной певицей в США.
В 1901—1903 годах изучала вокальное искусство в Риме, после чего стала исполнять главные партии в операх ведущих мировых композиторов. В начале XX века совершила два продолжительных гастрольных тура по США, в 1909 году присоединилась к труппе Бостонской оперы, где работала в течение пяти лет; успешно выступала в Метрополитен-опера и Монреальской опере. Завершила карьеру певицы в 1923 году, но изредка выступала с концертами до конца жизни.